# Georg Valentin von Munthe af Morgenstierne

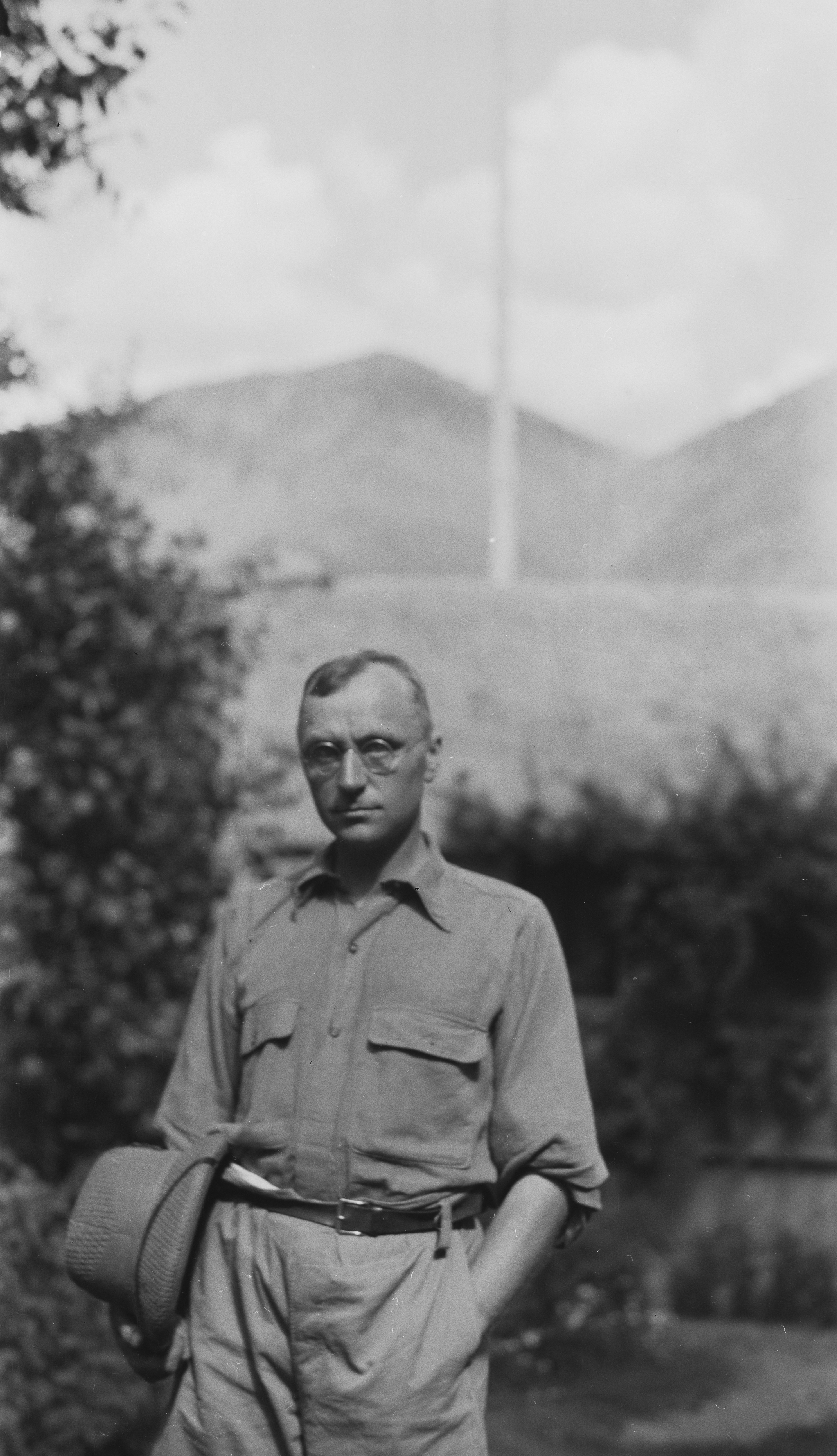
Georg Morgenstierne, 1929

Georg Valentin von Munthe af Morgenstierne (* 2. Januar 1892 in Oslo; † 3. März 1978 in Oslo) war ein norwegischer Indo-Iranist. Er veröffentlichte auch unter dem Namen Georg Morgenstierne.

## Leben
Georg Morgenstierne wurde im November 1918 mit der Abhandlung Über das Verhältnis zwischen Cārudatta und Mṛcchakaṭikā an der Friedrich-Wilhelm-Universität Berlin promoviert. Zu Morgenstiernes Lehrern gehörten Heinrich Lüders, Sten Konow und Wilhelm Schulze.
1930 wurde er zum Professor an die Universität Göteborg berufen. Von 1937 bis zu seiner Pensionierung im Jahre 1962 war Morgenstierne Professor für indische Sprache und Literatur an der Universität Oslo.
Ab den 1920er Jahren unternahm er Forschungsreisen nach Indien, Pakistan, Afghanistan und in den Iran und veröffentlichte indologische und iranistische Studien. Seine erste Feldforschungsreise unternahm Morgenstierne 1924 nach Afghanistan; sie wurde vom 1922 gegründeten norwegischen Institutt for sammelignende kulturforskning unterstützt. Er erforschte die Vielfalt der Sprachen des Landes, über deren Gliederung bis dahin nur wenig bekannt war. 1929 reiste er nach Nordwestindien, heute Pakistan. Nach dem Zweiten Weltkrieg folgten mehrere kleinere Reisen nach Afghanistan, insbesondere Nuristan.
Zu Morgenstiernes Verdiensten gehört die Erforschung der dardischen und kafirischen Sprachen, die über keine schriftliche Überlieferungstradition verfügten. Morgenstierne sammelte phonetisch verlässliche Aufzeichnungen dieser Sprachgruppen und schuf damit die Grundlage für alle weiteren Forschungen. Er war ein Verfechter der historischen Lautlehre und des wissenschaftlichen Sprachvergleichs. Er zeigte auf, dass die dardischen Sprachen rein indoarischer Herkunft sind, die Nuristani-Sprachen (damals Kafiri-Sprachen) jedoch nicht aus dem Indischen abgeleitet werden können, sondern einen eigenen Zweig des Indoiranischen darstellen. Er wurde somit zum Unterstützer der Hypothese des dritten Sprachzweiges der Indoiranischen Sprachfamilie, die vorher schon (1906) von G. A. Grierson vertreten wurde. In der Form von Morgenstierne ist diese These heute allgemein anerkannt, wenn ihr auch zunächst einige Indogermanisten mit Skepsis begegneten. Auch seine Zuordnung der dardischen Sprachen zum Indoarischen ist heute weitgehend akzeptiert.
Morgenstiernes Hauptwerk ist eine monumentale Sammlung, die von 1929 bis 1973 unter dem Titel Indo-Iranian Frontier Languages erschien. Morgenstierne publizierte zu fast jeder iranischen Sprache. Zu seinem 70. Geburtstag widmeten ihm Freunde und Kollegen die Festschrift Indo-Iranica.
1964 wurde er zum korrespondierenden Mitglied der British Academy gewählt.

## Veröffentlichungen (Auswahl)
- Report on a linguistic mission to Afghanistan. Oslo 1926.
- Indo-iranian frontier languages. Oslo, Bd. 1, 1929, Bd. 2, 1938, Bd. 3/1, 1967, Bd. 3/2, 1944, Bd. 3/3, 1956, 2. Auflage Oslo 1973 mit Bd. 4.
- Etymological Vocabulary of Pashto. Oslo 1927. Neu bearbeitet von Josef Elfenbein als: A new etymological vocabulary of Pashto, Wiesbaden 2003.
- Etymological Vocabulary of the Shughni Group. Wiesbaden 1974.

## Ehrungen
- Indo-Iranica. Mélanges présentés à Georg Morgenstierne à l’occasion de son 70. anniversaire. Harrassowitz, Wiesbaden 1964 (Festschrift)